# Priorvespa recidiva
Priorvespa recidiva är en getingart som beskrevs av Carpenter 1990. Priorvespa recidiva ingår i släktet Priorvespa och familjen getingar. Inga underarter finns listade i Catalogue of Life.